# Joachim Kessef
Joachim Kessef (de son vrai nom Joachim Lawson-Body), né le 12 mars 1976, est un acteur et réalisateur de films pornographiques franco-togolais. Il est l'un des rares acteurs pornographiques noirs de la scène européenne.
Issu de la famille Lawson, Joachim Kessef naît au Togo mais grandit dans la banlieue parisienne. Il fait ses débuts dans le cinéma pornographique en 1996. Il est l'un des dix acteurs primés en 2008 pour leur performance dans Furious Fuckers Final Race (AVN Award pour la Best Sex Scene Foreign Production). Kessef dirige en 2009 son premier film pour le studio américain Evil Angel.
Au cours de sa carrière de vingt-deux ans, Joachim Lawson-Body, alias Joachim Kessef, a participé à plus de 2 000 productions cinématographiques et partagé l'écran avec environ 5 000 actrices. Bien qu'il n'ait pas acquis la renommée au Togo, son pays d'origine, il a réussi à se faire un nom à Paris, où il réside. Passionné par les voitures de luxe, il témoigne de sa réussite financière. Malgré son apparence athlétique, essentielle pour son métier, il évite la consommation excessive d'alcool et apprécie de temps en temps des cigares cubains .

## Article de presse
- Edmond d'Almeida, « Joachim Lawson-Body, l’étalon togolais du cinéma porno », Jeune Afrique,‎ 1er juillet 2015 (lire en ligne).